# Four Hymns
Four Hymns, messo in musica per voce di tenore con l'accompagnamento di pianoforte e viola obbligato, è un ciclo di canzoni liturgiche (Inni) composto da Ralph Vaughan Williams nel 1914.

## Composizione
In seguito alla composizione di Five Mystical Songs nel 1911, Vaughan Williams iniziò a comporre un brano in scala più piccola, che fu completato nel 1914. Tuttavia la prima guerra mondiale ritardò la presentazione del ciclo musicale fino al 1920. Nell'adattare i quattro inni alla musica, Vaughan Williams scelse le poesie di Jeremy Taylor, Isaac Watts, Richard Crashaw e Robert Bridges (una traduzione dal greco).

## Altre versioni
Il ciclo viene talvolta chiamato Four Hymns for Tenor and Strings (Quattro Inni per tenore ed archi) ed eseguito in una versione orchestrata con un'orchestra d'archi che sostituisce la parte del piano. Questa versione rimane inedita, ma un manoscritto in mano al compositore mostra che aveva completato un arrangiamento per quartetto d'archi, estraendo le parti del primo violino, del secondo violino e del violoncello dalla parte originale per pianoforte.

## Inni
I. "Lord, Come Away!", Scritto da Jeremy Taylor, si distingue per i cambiamenti di dinamica in relazione al contenuto poetico.
II. "Who is this fair one?", Scritto da Isaac Watts, presenta una notevole interazione tra il tenore solista e la viola solista, i due strumenti che comunicano.
III. "Come Love, Come Lord", di Richard Crashaw, è il più corto del ciclo e forse il più misterioso.
IV. "Evening Hymn", tradotto dal greco da Robert Bridges, è una composizione contrappuntistica e presenta due temi, la melodia della viola e del tenore, con l'accompagnamento del basso ostinato, simile a una campana.